# 六龙山侗族土家族乡
六龙山侗族土家族乡是中华人民共和国贵州省铜仁市碧江区下辖的一个民族乡。

## 行政区划
六龙山侗族土家族乡下辖以下村级行政区划单位：
瓮慢村、牛场村、甘溪坪村和小冬云村委员。